# Чаппелл, Софи Грейс
Софи Грейс Чаппелл (англ. Sophie Grace Chappell, урожд. Тимоти Дэвид Джон Чаппелл (англ. Timothy David John Chappell), род. 30 ноября 1964) — британская философ, учёная и поэтесса. С 2006 года является профессором философии Открытого университета.

## Ранние годы и образование
Чаппелл родилась в ноябре 1964 года. Она изучала античную литературу и философию в колледже Магдалины в Оксфорде, получив классическую стипендию Анны Шоу. Она получила первое место на экзаменах почётной модерации в марте 1986 года и второе место в последней почётной школе в июне 1988 года, получив таким образом степень бакалавра гуманитарных наук (BA). Затем она перешла в Эдинбургский университет, чтобы провести исследования для получения степени доктора философии (PhD) под руководством Джеймса Макки и Дори Скальтсас. В 1992 году она защитила докторскую диссертацию на тему «Аристотель и Августин о добровольных действиях, свободе и слабости воли».

## Академическая карьера
В 1991 году Чаппелл вернулась в Оксфордский университет и работала младшим научным сотрудником в Вольфсон-колледже в Оксфорде (1991–1994) и преподавателем философии в Мертон-колледже в Оксфорде (1992–1994). Затем она преподавала в Университете Восточной Англии с 1994 по 1996 год и в Манчестерском университете с 1996 по 1998 год. В 1998 году она перешла в Университет Данди: в 2002 году она получила звание старшего преподавателя, а в 2005 году — преподавателя (reader) философии. В мае 2006 года она присоединилась к Открытому университету в качестве профессора философии и директора Центра этики Открытого университета.

### Философские взгляды
Софи Грейс Чаппелл выступает против систематических амбиций современной моральной философии иметь возможность определить «всю и исключительную истину об обосновании, объяснении, оценке и предписании моральных убеждений, а также содержать материалы для замены или опровержения большинства или всех других систематических моральных теорий». Её работы близки к работам Бернарда Уильямса, а также Аласдера Макинтайра и Людвига Витгенштейна.
Она предлагает новое определение человеческой личности, вдохновлённое теорией гендерных ролей. Она критикует традиционное определение «мужчины» и «женщины», основанное на внутриутробных биологических признаках, утверждая, что половые формы человеческих особей могут использоваться для идентификации животной части человека, но не человеческой личности. Эта точка зрения опирается на аристотелевское определение человека как политического животного, а также на христианское представление о естественном моральном законе, по крайней мере, в тех аспектах, которые можно дифференцировать с гендерной точки зрения.
Чаппелл вводит различие между пассивным и непосредственным моральным восприятием и активным и пошаговым моральным умозаключением, заявляя, что человеческие действия в основном совершаются на основе этических интуиций, которые не имеют логического обоснования или не имели такого обоснования в то время, когда они были приняты. Подобно чувственному восприятию, моральные восприятия могут быть очень яркими или субъективно восприниматься как достоверные, в то время как моральные выводы могут быть независимыми от их соответствующей феноменологии или яркости. Некоторые суждения можно считать моральными представлениями, поскольку они кажутся «очевидно истинными», самоочевидными и более определёнными, чем любой рациональный аргумент с плюсами и минусами. Примером может служить следующее утверждение: «по крайней мере, почти во всех мыслимых случаях пытать, воровать, насиловать и убивать — это серьёзно неправильно». В таких случаях рациональные аргументы могут оказаться излишними.
В статье 2005 года о «Теэтете» Чаппелл обсуждает определение эпистемы в пяти платонических диалогах, утверждая, что работа Платона положительно отождествляет человеческое знание с суждением (по-гречески: δόξα (докса)), подкреплённым рациональным аргументом в пользу оправдания (логос). Как было сказано выше, моральные представления не всегда могут нуждаться в рациональных аргументах для обоснования.

## Личная жизнь
Чаппелл — трансгендер, гендерный переход из мужчины в женщину совершил в 2014 году. Она вышла замуж в 1988 году, имеет четверых детей.

## Труды

### Нон-фикшн
- Moral perception, в Philosophy, 83 (4):421-437 (2008)
- Ethics Beyond Moral Theory, в Philosophical Investigations, 32 (3):206-243 (2009)
- Varieties of Knowledge in Plato and Aristotle, в Topoi, 31: 175–190 (2012)
- Knowing What to Do: Imagination, Virtue, and Platonism in Ethics (2014)
- Epiphanies: An Ethics of Experience (Oxford University Press, 2022)[13]
- A Philosopher Looks at Friendship (Cambridge University Press, 2024)[14]

### Поэзия и переводы
- Songs For Winter Rain (Ellipsis Imprints, 2021)[15]
- The Agamemnon of Aeschylus: A New Translation (Ellipsis Imprints, 2024)[16]